# La Gym des neurones
La Gym des neurones (LGDN) est une émission diffusée sur France 2 de juillet 2001 à juillet 2002 et présentée par Bruno Guévenoux.

## Principe du jeu
Dans ce jeu télévisé, trois candidats s'affrontent sur des questions de culture générale dans un décor électronique avec des neurones.
Le concours se joue en trois phases, par élimination successive des joueurs, d'abord trois, puis deux et enfin un champion en finale. Il faut exceller dans les épreuves de logique : chercher l'intrus, continuer une suite logique, faire des déductions, etc.
Le gagnant était celui qui avait marqué le plus de points et remportait un voyage.

## Adaptation en jeu de société
La Gym des neurones a été adapté en jeu de société par Delphine Druon et Jean-Loup Druon aux éditions Druon en 2002.

## Version étrangère
Le format télévisé a été exporté en Italie, en 2002, sous le titre Archimede - La ginnastica della mente, diffusé sur la chaîne Canale 5 et présenté par Alessandro Cecchi Paone.